# 2281 Biela
2281 Biela eller 1971 UQ1 är en asteroid i huvudbältet, som upptäcktes 26 oktober 1971 av den tjeckiske astronomen Luboš Kohoutek vid Bergedorf-observatoriet. Den har fått sitt namn efter astronomen Wilhelm von Biela.
Asteroiden har en diameter på ungefär 3 kilometer.